# Levitate (песня)
«Levitate» — песня американской рэп-рок группы Hollywood Undead. Песня является двенадцатым треком со второго студийного альбома группы, American Tragedy. Песня написана Джорелом Декером (J-Dog, первый куплет), Джорджем Рэйганом (Johnny 3 Tears, второй куплет), Джорданом Террелом (Charlie Scene, третий куплет) и Даниэлем Мурильо (Danny, припев) и спродюсирована Кевином Рудольфом.
Подвергнутая цензуре версия песни попала в саундтрек к игре Shift 2: Unleashed.

## Levitate (Digital Dog Club mix)
«Levitate (Digital Dog Club mix)» — песня группы Hollywood Undead, ремиксованная дуэтом Digital Dog. Первый сингл и первый трек из альбома American Tragedy Redux. Сингл стал доступен для загрузки 18 октября 2011.

### Видеоклип
В начале октября группа объявила, что идут съёмки нового клипа на ремикс песни «Levitate». 18 октября 2011 года, в день выхода сингла, на странице Hollywood Undead в Twitter был размещён тизер клипа. 24 октября видеоклип был выложен в сеть. Режиссёром выступил Дон Тайлер.
Большая часть клипа снята в многоуровневой автостоянке, используемой как импровизированный ночной клуб. Видеоклип не имеет целостного сюжета. За каждым участником группы закреплены определённые действия, которые показываются в небольших промежутках между видами всеобщей тусовки: Danny танцует в толпе, J-Dog заходит в клуб, здороваясь со знакомыми, Charlie Scene сидит на машине Pontiac Firebird модели 1977 года, Da Kurlzz занимается сексом в машине, Johnny 3 Tears бежит к машине, в которой сидит Funny Man.

### Список композиций
| №  | Название                            | Длительность |
| -- | ----------------------------------- | ------------ |
| 1. | «Levitate (Digital Dog Club mix)»   | 7:15         |
| 2. | «Levitate (Digital Dog Radio Edit)» | 3:28         |

## Levitate (Rock Mix)
«Levitate (Rock Mix)» — песня группы Hollywood Undead, вышедшая внеальбомным синглом. Песня стала доступна для загрузки на iTunes 6 декабря 2011 года. Основным отличием от оригинальной версии является более тяжёлая партия электрогитары.
25 января 2011 года американская радиостанция WGRD провела битву между двумя группами — Theory of Deadman (песня «Hurricane») и Hollywood Undead (песня «Levitate (Rock Mix)»), по итогам которой Hollywood Undead набрала 77 % голосов и получила возможность участвовать в дальнейших битвах. Следующие битвы с Janus, Kyng и Mastodon также были выиграны. 30 января песня «Levitate (Rock Mix)» уступила один процент песне «Welcome To The Church of Rock And Roll» группы Foxy Shazam, тем самым прекратив участие в битвах.

### Список композиций
| №  | Название              | Длительность |
| -- | --------------------- | ------------ |
| 1. | «Levitate (Rock Mix)» | 3:24         |

### Позиции в чартах
| Название чарта             | Позиция |
| -------------------------- | ------- |
| Rock Songs                 | 34      |
| Hot Mainstream Rock Tracks | 38      |
| Active Rock                | 32      |
| Hard Rock Digital Songs    | 11      |

## Участники
Hollywood Undead
- Charlie Scene — вокал, соло-гитара
- Da Kurlzz — ударные, перкуссия
- Danny — вокал
- Funny Man
- J-Dog — синтезатор, вокал
- Johnny 3 Tears — вокал, бас-гитара

Digital Dog
- Стив Корниш (Steve Cornish) — ремикширование, продюсер
- Ник Мейс (Nick Mace) — ремикширование, продюсер

Создатели
- Кевин Рудольф (Kevin Rudolf) — продюсер
- Якоб Кэшер (Jacob Casher) — продюсер
- Дон Гилмор (Don Gilmore) — продюсер